# Graçay
 Graçay  es una población y comuna francesa, situada en la región de  Centro, departamento de Cher, en el distrito de Vierzon y cantón de Graçay.

## Demografía
| 1889 | 2043 | 2019 | 1844 | 1559 | 1562 |
| Para los censos de 1962 a 1999 la población legal corresponde a la población sin duplicidades (Fuente: INSEE [Consultar]) |      |      |      |      |      |